# Konstanty Węgrzyn
Konstanty Węgrzyn (ur. 16 maja 1936 w Krakowie, zm. 18 listopada 2023 tamże) – polski antykwariusz, kolekcjoner sztuki, przez ponad 10 lat związany zawodowo z Tadeuszem Kantorem i Teatrem Cricot 2.

## Wczesne lata
Z wykształcenia prawnik, ukończył studia na Wydziale Prawa Uniwersytetu Jagiellońskiego w 1958 roku. Karierę zawodową rozpoczął jako radca prawny i kierownik wydziału mieszkaniowego Dzielnicowej Rady Narodowej Podgórze i funkcję tę pełnił w latach 1959-1962. W roku 1962 objął stanowisko wiceprezesa prezydium Dzielnicowej Rady Narodowej Zwierzyniec w Krakowie pozostając na tym stanowisku do 1971 roku.
Pracę w sektorze kultury rozpoczął w 1971 roku jako dyrektor Wydziału Kultury Wojewódzkiej Rady Narodowej w Krakowie, a następnie od 1973 roku jako dyrektor Departamentu Plastyki Ministerstwa Kultury i Sztuki.
W 1978 roku został dyrektorem Przedsiębiorstwa Państwowego Desa na Polskę południową i pełnił tę funkcję do 1986 roku. 

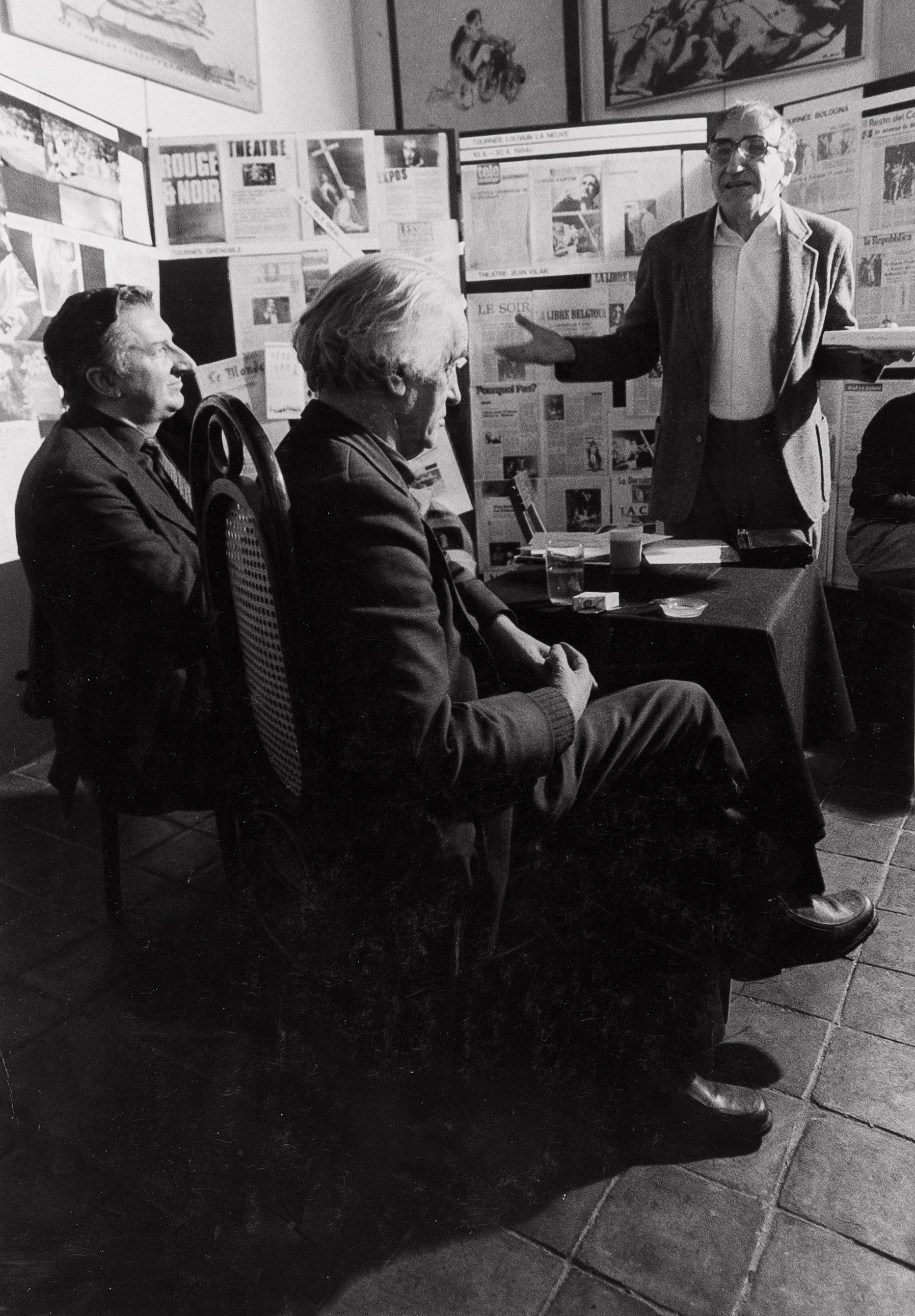
Wnętrze Cricoteki przy ul. Kanoniczej w Krakowie w latach 80. XX wieku, od lewej: Konstanty Węgrzyn, Jonasz Stern i Tadeusz Kantor.

## Cricot 2 i Cricoteka
W 1979 roku pełnił funkcję komisarza wystawy “Malarze z kręgu Cricot 2” w ramach cyklu “Polska awangarda 1910-1978” prezentowanej od 27 stycznia do 2 marca w Palazzo delle Esposizioni w Rzymie. Pokazano na niej prace Marii Jaremy, Marii Stangret, Zbigniewa Gostomskiego, Kazimierza Mikulskiego, Andrzeja Wełmińskiego, Romana Siwulaka oraz Tadeusza Kantora.
W 1980 roku został współorganizatorem i pierwszym dyrektorem Cricoteki - Ośrodka Dokumentacji Sztuki Tadeusza Kantora (był nim w latach 1980-1986 oraz w 1988 roku). Był osobą odpowiedzialną za kształt organizacyjno-administracyjny działania Ośrodka. W trakcie współpracy z Cricoteką, z Teatrem Cricot 2 brał udział w światowych tournée, odwiedzając z aktorami i wystawiając spektakle na wszystkich kontynentach.

## Po 1990 roku
W 1991 roku założył Salon Dzieł Sztuki Connaisseur z siedzibą przy Rynku Głównym 11 w Krakowie (aktualna siedziba mieści się przy Rynku Głównym 7), którego był właścicielem do 2009 roku. Od 2009 roku współpracuje z Salonem Connaisseur jako niezależny rzeczoznawca.
W latach 2008–2016 pracował jako wykładowca na podyplomowych studiach „Rynek Sztuki i antyków” prowadzonych przez Akademię Krakowską im. Andrzeja Frycza Modrzewskiego i Stowarzyszenie Antykwariuszy i Marszandów Polskich.

## Wystawy
Już w okresie działalności P.P. Desa Konstanty Węgrzyn angażował się w działalność wystawienniczą, którą kontynuował jako dyrektor Cricoteki i właściciel Salonu Dzieł Sztuki Connaisseur. Poza rzymską wystawą z 1979 roku w Palazzo delle Esposizioni zorganizował także inne wystawy członków I i II Grupy Krakowskiej oraz członków Teatru Cricot 2 – Leopolda Lewickiego (2001), Zbigniewa Gostwickiego (2006), Romana Siwulaka (2016, 2019). Wśród współczesnych artystów polskich przez dłuższy okres współpracował z krakowskim kolorystą Janem Szancenbachem (wystawy m.in. w Lipsku w 1985 roku i Londynie w 1991 roku) oraz Jerzym Dudą-Graczem, którego był wyłącznym przedstawicielem na początku lat 90. XX wieku. Po 1991 roku już jako właściciel Salonu Dzieł Sztuki Connaisseur zorganizował m.in. wystawę obrazów Jacka Malczewskiego (1997), wspólnie z domem aukcyjnym Rempex wystawę i aukcję prac Romana Kochanowskiego (2001), wystawę odkrytych w krakowskim dworku 8 prac Zygmunta Waliszewskiego (1993), wystawę rysunków Wlastimila Hofmana (2002). W ostatnich latach współorganizował wystawy m.in. Tadeusza Szpunara (2006), Eugeniusza Tukana-Wolskiego (2019), Marii Więckowskiej (2013), Mikołaja Kochanowskiego (2017), Andrzeja Gettera (2018), Stanisława Popławskiego (2017), Krzysztofa Kędzierskiego (2014), Henryka Burzeca (2019). 

## Odznaczenia i nagrody
W 2021 roku został odznaczony odznaką „Zasłużony dla Kultury Polskiej”.

## Upamiętnienie
W 2024 roku w pierwszą rocznicę śmierci Konstantego Węgrzyna z inicjatywy Salonu Dzieł Sztuki Connaisseur zorganizowano 1. edycję konkursu skierowanego do studentów i absolwentów uczelni artystycznych o Nagrodę im. Konstantego Węgrzyna. 